# Marty Wilde
Reginald Leonard Smith, bedre kendt som Marty Wilde er en Pop/Rock-sanger og sangskriver fra Storbritannien. Marty Wilde er far til den engelske pop-sangerinde Kim Wilde.